# Мухаметжана Туймебаєва
Мухаметжа́на Туймеба́єва (каз. Мұхаметжан Түймебаев) — село у складі Ілійського району Алматинської області Казахстану. Адміністративний центр Ащибулацького сільського округу.
До 1999 року село називалось Ащибулак.
Населення — 20781 особа (2021; 10312 у 2009, 6541 у 1999, 4519 у 1989).